# تشيس بيكر
تشيس بيكر (بالإنجليزية: Chase Baker)‏ هو لاعب كرة قدم أمريكية أمريكي، ولد في 21 مايو 1988 في روكلين في الولايات المتحدة.

## وصلات خارجية
- تشيس بيكر على موقع مرجع كرة القدم المحترفة.كوم (الإنجليزية)